# GFT Technologies
GFT Technologies SE (Gesellschaft für Technologietransfer) ist ein international tätiger Informationstechnik-Dienstleister und Softwareentwickler für die Industrie sowie die Finanz- und Versicherungsbranche mit Hauptsitz in Stuttgart, Deutschland. Im Geschäftsjahr 2024 erwirtschaftete das Unternehmen über 870 Mio. EUR und beschäftigte international über 11.500 Mitarbeiter. Seit 1999 ist die GFT-Aktie an der Frankfurter Wertpapierbörse notiert, seit 2021 sind die Aktien Bestandteil des SDAX.

## Dienstleistungen
Die Dienstleistungen von GFT richten sich vor allem an die Industrie sowie an Finanz- und Versicherungsdienstleister.
Im Bereich der Cloud-Technologien bietet GFT verschiedene Dienstleistungen zum an, wie etwa Cloud-Migration, sowie Anwendungs- und Mainframemodernisierung. Für die Finanzindustrie nutzt GFT Cloud Computing unter anderem um Kernprozesse von Finanzinstituten, wie etwa den Zahlungsverkehr, in der Cloud bearbeiten zu können.
Im Bereich künstliche Intelligenz entwickelt GFT unter anderem Programme zur Betrugserkennung und zur visuellen Qualitätskontrolle. Zur Anwendung kommen diese Programme oft bei Banken, Versicherungen sowie bei Anwendungen zur visuellen Qualitätskontrolle in der Industrie, wie etwa bei der Wartung von Maschinen und Anlagen oder beispielsweise bei der visuellen Qualitätskontrolle von Fahrzeugen.
Außerdem entwickelt das Unternehmen Blockchain-basierte Anwendungen. Unter anderen entwickelte GFT eine Anwendung, um reale Vermögenswerte auf der Blockchain digital abzubilden und diese sicher als Kryptowährung aufzubewahren.
Zudem nutzt das Unternehmen Green Coding. Beim Green Coding wird Software so ausgelegt, dass bei der Nutzung möglichst wenig Energie verbraucht wird. Weiterhin entwickelt GFT diverse Softwares für Industriekunden, hierzu gehören unter anderem Anwendungen, welche den Stromverbrauch von Maschinen ermitteln.

## Geschichte

### 1987–1999
Ulrich Dietz gründete das Unternehmen 1987 zusammen mit Michael Schönemann als Gesellschaft für Technologietransfer mbH in St. Georgen im Schwarzwald. Zunächst agierte Dietz als Geschäftsführer, wurde 1998 aber zum Vorstandsvorsitzenden und übernahm 1991 alle Unternehmensanteile von GFT.
Als erstes Produkt kam 1990 GRIT auf den Markt, welches später eine BPM-Suite unter dem Namen inspire wurde. 1993 entwickelte das Unternehmen Systeme für die Deutsche Post AG.
Am 28. Juni 1999 erfolgte der Börsengang am Neuen Markt. Die Gesellschaft firmiert seither unter dem Namen GFT Technologies. Größte Eigentümer sind seitdem Gründer Ulrich Dietz und seine Frau Maria Dietz.

### 2000–2014
2001 erwarb GFT emagine, eine IT-Tochtergesellschaft der Deutschen Bank. Ein neues Entwicklungszentrum mit rund 500 IT-Banking-Spezialisten in Barcelona kam hinzu. Im selben Jahr akquirierte das Unternehmen Rule Financial, welche zu GFT UK umfirmierte.
Bis 2003 baute GFT Standorte in Deutschland, Ungarn, Spanien und Indien auf. Im Jahr 2005 modernisiert das Unternehmen die IT-Anwendungen eines brasilianischen Finanzdienstleisters und agiert damit zum ersten Mal außerhalb des europäischen Markts. Weiterhin wurde ein Entwicklungszentrum in São Paulo gegründet.
2006 erwarb GFT die Parity Beteiligungsgesellschaft GmbH samt der Tochterunternehmen Parity Eurosoft und Parity Selection.
Im Jahr 2007 wurde die komplette Einstellung der BPM-Suite inspire beschlossen. Ein Jahr später ging der Bereich durch ein Management-Buy-out in eine eigene GmbH über, die Inspire Technologies GmbH.
2008 wurde der Firmensitz von St. Georgen im Schwarzwald nach Stuttgart verlegt. 2010 veräußerte das Unternehmen seine Softwaresparte (GFT inboxx GmbH) und konzentrierte sich auf IT-Beratung und Anwendungsentwicklung, sowie zeitweise auch auf die Vermittlung von IT-Spezialisten.
GFT gründete 2011 CODE_n, einen internationalen Wettbewerb für neue IT-basierte Geschäftsmodelle. Mit Beratungsdienstleistungen, gemeinsam genutzten Büroflächen und Veranstaltungen wurden Start-ups und etablierte Unternehmen zusammengebracht. 2021 veräußerte GFT seine Anteile an der Platform.
2013 übernahm das Unternehmen 80 Prozent der Gesellschaftsanteile an der Sempla S.r.l. mit Sitz in Italien. 2014 kaufte GFT das britische Unternehmen Rule Financial Ltd. mit 662 Mitarbeitern in Großbritannien, Polen, USA, Spanien, Kanada und Costa Rica auf. Die Mitarbeiterzahl von GFT stieg durch den Kauf auf rund 3400 Personen in elf Ländern.

### Seit 2015
Am 18. August 2015 wurde GFT Technologies AG in eine Europäische Aktiengesellschaft (SE) umgewandelt. Im selben Jahr wurde die Personaldienstleistungs-Sparte emagine an das Management veräußert. Außerdem akquirierte das Unternehmen den spanischen Digital-Banking-Dienstleister Adesis Netlife S.L. Mit Adesis erweiterte GFT seine Geschäftstätigkeit in Spanien und Lateinamerika (Mexiko).
2016 übernahm GFT den brasilianischen IT-Spezialisten Habber Tec Brazil, baute damit seine Marktposition in Lateinamerika weiter aus und wuchs um über 100 neue Mitarbeiter in São Paulo und Curitiba.
2017 übernahm Marika Lulay mit Ablauf der Hauptversammlung am 31. Mai die Unternehmensführung von GFT Technologies. Ulrich Dietz, der bisherige geschäftsführende Direktor (CEO), wechselte in die Position des Verwaltungsratsvorsitzenden.
2018 akquirierte das Unternehmen den kanadischen IT-Spezialisten V-Neo, welcher IT-Lösungen für Versicherungsunternehmen entwickelt und Guidewire Services implementiert.
2019 übernahm das Unternehmen zur Stärkung seiner Industriestrategie die Geschäftsaktivitäten und Mitarbeiter der Axoom GmbH in Karlsruhe.
Anfang 2021 wurde ein neues Deliverycenter in Vietnam für den asiatischen Raum gegründet. Weitere Niederlassungen in Asien wurden bereits 2020 in Singapur und Hong Kong, China eröffnet. Im selben Jahr erfolgte die Notierung im SDAX.
Im März 2023 gab GFT die Übernahme der Targens GmbH von der Landesbank Baden-Württemberg bekannt. Im gleichen Jahr wurde zusammen mit Red Date Technology und der Initiative Toko das Universal Digital Payment Network (UDPN) vorgestellt, ein Blockchain-basiertes Netzwerk, das Interoperabilität zwischen regulierten Stablecoins und CBDC bietet.
Im Januar 2024 informierte GFT, das Unternehmen habe 100 % der Anteile am kolumbianischen Kernbankenexperten Sophos Solutions S.A.S übernommen. Sophos ist ein Spezialist für die Modernisierung von Kernbankensystemen und Cloud Computing. Die Übernahme soll GFT um die 80 Mio. Euro gekostet haben. Im März 2024 gab GFT die Einführung der All-in-One Digital Currency Sandbox des Universal Digital Payments Network (UDPN) bekannt, eine Technologie, mit der Banken ihre Systeme auf den Umgang mit digitalen Währungen testen können.
Seit dem 1. Juli 2024 fungiert Marco Santos als Chief Executive Officer (CEO), der damit die Nachfolge von Marika Lulay antritt, die ihren Vertrag nicht verlängern wollte.

## Geschäftszahlen
Im Geschäftsjahr 2024 erzielte das Unternehmen einen Umsatz von über 870 Millionen Euro und beschäftigte durchschnittlich über 11.500 Mitarbeiter. Ungefähr 90 % des Umsatzes wurden dabei im Ausland generiert und auch die Mitarbeiter der GFT befinden sich zu 95 % im Ausland. Die GFT ist international vertreten in Deutschland, Schweiz, Polen, Belgien, Frankreich, Italien, Spanien, Brasilien, Costa Rica, Kanada, Mexiko, USA, Singapur, Großbritannien und Hongkong.

### Konzernstruktur
Die Leitung der GFT besteht aus einem Verwaltungsrat mit folgenden Mitgliedern:
- Ulrich Dietz – Vorsitzender des Verwaltungsrats
- Paul Lerbinger – stellvertretender Vorsitzender des Verwaltungsrats
- Maria Dietz
- Prof. Dr. Andreas Wiedemann
- Dr. Annette Beller
- Dr. Jochen Ruetz – Geschäftsführender Direktor
- Marika Lulay – Vorsitzende der Geschäftsführenden Direktoren[37]

Das Unternehmen hielt zum Jahresende 2021 direkt oder indirekt Anteile an folgenden Unternehmen:
Unmittelbare Beteiligungen
- GFT Deutschland GmbH, Stuttgart (100 %)
- GFT Real Estate GmbH, Stuttgart (100 %)
- SW34 Gastro GmbH, Stuttgart (100 %)
- GFT Treasury Services GmbH, Stuttgart (100 %)
- GFT Invest GmbH, Stuttgart (100 %)
- GFT Integrated Systems GmbH, Konstanz (100 %)
- Incowia GmbH, Ilmenau, Deutschland (10 %)[36]

Ausland:
- GFT Schweiz AG, Zürich, Schweiz (100 %)
- GFT UK Limited, London, Großbritannien (100 %)
- GFT Technologies S. A. U., Madrid, Spanien (100 %)
- GFT Italia S. r. l., Mailand, Italien (100 %)
- GFT Technologies Canada Inc., Québec, Kanada (100 %)
- GFT France S. A. S., Niort, Frankreich (100 %)
- GFT Technologies Hong Kong Ltd., Hongkong, China (100 %)
- GFT Technologies Singapore Pte. Ltd., Singapur, Singapur (100 %)
- GFT Technologies Romania S.r.l., Iași, Rumänien (100 %)

Mittelbare Beteiligungen
- GFT IT Consulting, S.L.U., Sant Cugat del Vallès, Spanien (100 %)
- GFT Brasil Consultoria Informática Ltda., Barueri, Brasilien (100 %)
- GFT USA Inc., New York, USA (100 %)
- Med-Use S. r. l., Mailand, Italien (100 %)
- GFT Financial Limited, London, Großbritannien (100 %)
- GFT Canada Inc., Toronto, Kanada (100 %)
- GFT Poland Sp. z o. o., Łódź, Polen (100 %)
- GFT Costa Rica S. A., Heredia, Costa Rica (100 %)
- GFT México S.A. de C.V., Mexiko-Stadt, Mexiko (100 %)
- GFT Peru S. A. C., Lima, Peru (100 %)
- GFT Technologies Belgique S.A., Brüssel, Belgien (100 %)
- GFT Technologies Vietnam Limited, Ho-Chi-Minh-Stadt, Vietnam (100 %)
- Med-Use S.r.l., Mailand, Italien[36]

### Aktionärsstruktur
| Anteil | Anteilseigner |
| ------ | ------------- |
| 64,2 % | Streubesitz   |
| 26,3 % | Ulrich Dietz  |
| 9,5 %  | Maria Dietz   |

Stand: 31. Dezember 2023.

## Auszeichnungen
GFT erhielt für seine Dienstleistungen mehrere Anerkennungen von Branchenanalysten. Dazu zählen:
- 2022: Quadrant Spark Matrix Digital Banking Services. Leader worldwide (Hauptanwärter).[38]
- 2022: Everest Group System Integration Capabilities für AWS (Hauptanwärter).[39]
- 2022: Everest Group System Integration Capabilities für Azure (Hauptanwärter).[40]
- 2022: Everest Group System Integration Capabilities für Google Cloud Platform (Hauptanwärter).[41]
- 2022: Everest Group Guidewire Services (Hauptanwärter und Star Performer).[42]
- 2023 CIR Risk Management Programm of the Year[43]
- 2023 FS Tech Award: Digital Asset Innovation of the Year[44]